# خیلی خیلی دور
خیلی خیلی دور (به انگلیسی: Far Far Away) فیلمی محصول سال ۱۹۹۰ و به کارگردانی پریادارشان است. در این فیلم بازیگرانی همچون موهن لال، سرینیواسان، موکش، ندومودی ونو، سوکوماری، کی.پی.ای.سی. لالیتا، پارواتی جایارام و جاگادیش ایفای نقش کرده‌اند.